# Ministre responsable de la région des Laurentides
 (novembre 2022).
Si vous disposez d'ouvrages ou d'articles de référence ou si vous connaissez des sites web de qualité traitant du thème abordé ici, merci de compléter l'article en donnant les références utiles à sa vérifiabilité et en les liant à la section « Notes et références ».
Le ministre responsable de la région des Laurentides est généralement un ministre délégué au sein du conseil des ministres du Québec. Il a pour mission de favoriser les liens entre le gouvernement et la région des Laurentides. Benoit Charette est le présent responsable de cette région.

## Ministres
| Dates                               | Député(e)           | Circonscription     | Parti politique         |
| ----------------------------------- | ------------------- | ------------------- | ----------------------- |
| 29 avril 2003 - 18 décembre 2008    | Jacques P. Dupuis   | Saint-Laurent       | Parti libéral du Québec |
| 18 décembre 2008 - 9 septembre 2009 | David Whissell      | Argenteuil          | Parti libéral du Québec |
| 22 septembre 2009 - 23 mai 2012     | Michelle Courchesne | Fabre               | Parti libéral du Québec |
| 25 mai 2012 - 19 septembre 2012     | Alain Paquet        | Laval-des-Rapides   | Parti libéral du Québec |
| 19 septembre 2012 - 4 décembre 2012 | Nicole Léger        | Pointe-aux-Trembles | Parti québécois         |
| 4 décembre 2012 - 23 avril 2014     | Sylvain Pagé        | Labelle             | Parti québécois         |
| 23 avril 2014 - 19 mars 2015        | Pierre Arcand       | Mont-Royal          | Parti libéral du Québec |
| 19 mars 2015 - 18 octobre 2018      | Christine St-Pierre | Acadie              | Parti libéral du Québec |
| 18 octobre 2018 - 9 octobre 2020    | Sylvie D'Amours     | Mirabel             | Coalition avenir Québec |
| 9 octobre 2020 - 20 octobre 2022    | Nadine Girault      | Bertrand            | Coalition avenir Québec |
| Depuis le 20 octobre 2022           | Benoit Charette     | Deux-Montagnes      | Coalition avenir Québec |